# Hitomi Shimatani
Hitomi Shimatani (4 de Setembro de 1980) é uma cantora japonesa do estilo jpop. Assinada com a AVEX TRAX, uma das maiores gravadoras do japão.
Ela é popularmente considerada como uma das mulheres mais bonitas do japão.Suas músicas já apareceram em alguns animes,como temas de abertura ou encerramento, e também videogames.
Possui uma voz incrivelmente agradável e habilidosa, e geralmente suas músicas possuem um estilo dance, misturado com fortes elementos Enka,e  música clássica e latina.

## Biografia
Desde pequena, Shimatani Hitomi queria se tornar cantora. Aos 17 anos, ela participou de um show de talentos para meninas, o Japan Audition 1997, promovido pela gravadora Avex. Entre as 200,000 participantes, Hitomi foi a escolhida. Em lugar de dar início a uma carreira musical imediatamente, ela decidiu terminar a escola primeiro, com o que a gravadora concordou, desde que ela fizesse aulas de voz.
Alguns anos depois ela terminou o colegial e começou sua carreira musical. Seu primeiro single foi lançado em 1999, intitulado Osaka no Onna (mulher de Osaka). Pode ser uma surpresa para alguns saber que esse single era uma música enka.
Apesar de seu bom trabalho com os vocais, a música não combinava com a jovem cantora. O single recebeu ótimas críticas e ganhou até mesmo alguns prêmios, mas não vendeu bem e, desde então, Hitomi decidiu mudar seu estilo e não lançar mais músicas enka.
Então, um ano depois, ela apresentou seu próximo single: Kaihouku, uma música pop/dance. O lançamento também não vendeu muitas cópias, menos até do que ser predecessor, mas chegou à 28ª posição nos rankings.
O sucesso chegou cerca de seis meses depois, em 2001, quando ela lançou seu terceiro single, Papillon. Era um cover da música Doesn't really matter, de Janet Jackson, com as letras em japonês. O single se tornou um grande sucesso e garantiu a fama da cantora.
Após o lançamento de mais um single, Hitomi lançou seu primeiro álbum em junho, também intitulado Papillon, e que conseguiu um bom número de vendas. Seu segundo álbum, Shanty, se tornou ainda mais popular, vendendo mais de 400,000 cópias e alcançando a primeira posição na Oricon.
Desde então, Shimatani Hitomi tem lançado diversos trabalhos constantemente. Atualmente ela conta com sete álbuns lançados e mais de 20 singles, além de um bom número de DVDs com PVs e filmagens de suas incontáveis turnês.
Algumas de suas músicas já foram usadas em animes e jogos, como Ângelus em "InuYasha" e Garnet moon como tema de um jogo para PlayStation 2, espalhando sua fama para fora das fronteiras do Japão. A cantora também teve músicas usadas em comerciais, e ela mesma atuou em alguns.
Em 2008, Hitomi lançou alguns singles e seu sétimo álbum, Flare, que chegou às lojas no dia 16 de julho. Para o próximo ano, a cantora já tem agendado o lançamento do single SMILES, no dia 25 de fevereiro.
Em 2009, ela lançou BEST & COVERS, uma coletânea com suas maiores musicas e os clipes mais famosos.
Em 2010 ela lança OTOKO UTA II - SEIKI NOSTALGIA, uma coleção cover de baladas românticas.
Em 23 de Fevereiro de 2011 ela Lança sua mais nova coletânea: URA BEST em dua edições: 2000-2004 e 2005-2010, com seus maiores sucessos dessas epocas.

## Estilo Musical e Voz
Inicialmente Hitomi seria uma cantora Enka (estilo tradicional japonês), contudo, após a recepção negativa de músicas com esse estilo ela optou por se tornar uma artista Jpop, obtendo uma excelente recepeção.
Seu estilo é ousado e inovador, misturando estilos latinos (como em FANTASISTA e VIOLA) e fortes influencias da Música Clasica (como em DESTINY e AMAIRO NO KAMI NO OTOME)sendo que após uma ótima recepção dessas misturas de estilos ela foi considerada como a pioneira do CROSSOVER, um estilo que mistura jpop e música clássica.
Ela é dona de uma das vozes mais belas e apreciadas do japão, sendo extremamente agradável e habilidosa.
Aopesar de seu repertório ser basicamente de canções dancantes também é possível encontar canções mais lentas, como em OTOKO UTA-COVER SONG COLECTION, álbum dedicado a músicas mais lentas e baladas românticas.

## Discografia
2001 - PAPILLON (CD)
2002 - SHANTY (CD)
2003 - GATE SCENA (CD)
2003 - DELICIOUS: THE BEST OF HITOMI SHIMATANI (CD + DVD)
2004 - TSUIUKU+LOVE LETTER (CD + DVD)
2005 - CROSSOVER (CD)
2005 - HEART & SYMPHONY (CD + DVD)
2007 - PRIMA ROSA (CD + DVD)
2007 - OTOKO UTA: COVER SONG COLECTION (CD + DVD)
2008 - FLARE (CD + DVD)
2009 - BET & COVERR (CD + DVD)
2010 - OTOKO UTA II: SEIKI NOSTALGIA (CD + DVD)
2011 - URA BEST 2000-2004 E 2005-2010 (CD + DVD)
2012 - SIGN MUSIC (CD + DVD)

## Animes e Games
Hitomi teve algumas músicas utilizadas em trilhas de jogos e animes, com uma excelente recepção do público em geral. ANGELUS foi utilizada como a 6° OPENING de INUYASHA, anime que ganhou o premio de MELHOR TRILHA SONORA DE TODOS OS TEMPOS.
FALCO foi utilizada como o 1° OPENING de A LEI DE UEKI.
GARNET MOON e ANGELUS foram utilizadas em DANCE DANCE REVOLUTION 2, obtendo um ótima aceitação de seu limitado número de fans ocidentais.

## Carreira e Recepção Internacional
Infelizmente, Hitomi Shimatani nunca estendeu sua música para muito alem do japão e ela é pouco conhecida no ocidente, fato é que poucas de suas músicas são conhecidas e a grande maioria das pessoas nem sequer a conhecem.
Avaliando superficialmente sua carreira, não fica difícil perceber como Hitomi é uma artista versátil. Sua voz, incrivelmente habilidosa, e sua composições ricas em conteúdo impedem que suas canções caiam no esquecimento.
Alguns de seus albuns chegaram a receber prêmios, e muitos de seus lançamento possuem a versão CD + DVD, contendo imagens, clipes, documentários e shows da cantora, que, no geral, pode ser considerada uma das melhores artistas do mundo, embora, o preconceito ocidental de ouvir uma cantora niponica a impeçam de ter esse reconhecimento provado.